# Лойперсбах-ім-Бургенланд
Лойперсбах-ім-Бургенланд (нім. Loipersbach im Burgenland) — громада округу Маттерсбург у землі Бургенланд, Австрія.
Лойперсбах-ім-Бургенланд розташований на висоті 292 м над рівнем моря і займає площу  8,53 км². Громада налічує 1259 мешканців. Густота населення 147,6 осіб/км².  
 Адреса управління громади: Badstraße 1, 7020 Loipersbach im Burgenland. 

## Демографія
Історична динаміка населення міста за даними сайту Statistik Austria
|                                                   |
| Лойперсбах-ім-Бургенланд на мапі округу та землі. |